# 蔵冨千鶴子
蔵冨 千鶴子（くらとみ ちづこ、1939年3月30日-2018年1月23日（78歳没）は、日本の児童文学作家。

## 人物
東京生まれ。小学校、中学校の7年間、山口県の海辺の町に住む。青山学院女子短期大学英文科卒業。1965年より1998年まで至光社にて絵本の編集製作と創作に携わる。柿本幸造とのコンビで「どんくまさん」シリーズを刊行。

## 著書
- 『おかあさんはどこ』杉田豊絵 至光社 1967
- 「どんくまさん」シリーズ

『どんくまさん』武市八十雄案,蔵富文,柿本幸造 絵 至光社 1967 (こどものせかい. おはなしのえほん)
『どんくまさんうみへいく』至光社 1968
『どんくまさんそらをとぶ』武市八十雄案,柿本幸造 絵 至光社 1969
『どんくまさんのらっぱ』至光社 1971
『どんくまさんのおてつだい』至光社 1973
『どんくまさんはえきちょう』柿本幸造 絵 至光社 1973
『どんくまさんのくりすます』柿本幸造 絵 至光社 1975
『どんくまさんのこもりうた』柿本幸造 絵 至光社 1977
『しあわせなどんくまさん』柿本幸造 絵 至光社 1979
『えをかくどんくまさん』柿本幸造 絵 至光社 1980
『どんくまさんはゆうびんやさん』 至光社 1980
『ちいさくなったどんくまさん』至光社 1981
『じゃむじゃむどんくまさん』至光社 1981
『どんくまさんのぱん』至光社 1982
『どんくまさんにふゆがくる』至光社 1982
『どんくまさんのかわのたび』至光社 1983
『どんくまさんぶるぶる』至光社 1984
『どんくまさんとおたんじょうび』至光社 1985
『どんくまさんみなみのしまへ』至光社 1986 (国際版絵本)
『どんくまさんどーんどん』至光社 1987 (ブッククラブ. 国際版絵本)
『おもいっきりどんくまさん』至光社 1989 (ブッククラブ. 国際版絵本)
『どんくまさんほめられる』至光社 1990 (ブッククラブ. 国際版絵本)
『どんくまさんはほっかりこ』至光社 1992 (ブッククラブ. 国際版絵本)
『どんくまさんのたからさがし』至光社 1993 (ブッククラブ. 国際版絵本)
『どんくまさんやったね』至光社 1995 (ブッククラブ. 国際版絵本)
『うーうーかんかんどんくまさん』至光社 1997 (ブッククラブ. 国際版絵本)
- 『おはよう』杉田豊 絵 至光社 1969
- 『ぼくはなたろう』杉田豊 絵,武市八十雄 案 至光社 1969
- 『ぴあのひきとはと』白石実 絵 至光社 1971
- 『のらいぬ』谷内こうた絵 至光社 1978
- 『がんばれころ』杉田豊 絵 日本動物愛護協会 1985
- 『おさなごころの風景 :柿本幸造作品集』至光社共編 至光社 2001
- 『うれしいうれしいしらせ』小西英子 絵 サンパウロ 2002
- 『のぼさんのクリスマスツリー』いしなべふさこ 絵 女子パウロ会 2003
- 『ゆうやけいろのくま』つるみゆき 絵 至光社 2003 (ブッククラブ. 国際版絵本)
- 『ちいさいイエスのおたんじょうび』やのしげこ え サンパウロ 2007

### 翻訳
- ロイス・ロック編,ジョン・ウォーレス 絵『いつでもおいのり』女子パウロ会 2001
- レイチェル・リヴェット 作,ドゥブラヴカ・コラノヴィッチ 絵『しりたがりやのこりす』女子パウロ会 2008